# Moord in het vliegtuig
Moord in het vliegtuig is een detective- en misdaadverhaal geschreven door Agatha Christie. Het werk verscheen oorspronkelijk op 10 maart 1935 in de Verenigde Staten en werd uitgegeven door Dodd, Mead and Company onder de titel Death in the Air. In het Verenigd Koninkrijk bracht Collins Crime Club het boek in juli van datzelfde jaar op de markt onder de naam Death in the Clouds. In 1936 kwam een eerste Nederlandstalige vertaling uit onder de titel Poirot's vliegtocht. Een tweede vertaling kwam in 1965 onder de huidige titel. De Nederlandstalige versie wordt verdeeld door Luitingh-Sijthoff.
Het hoofdpersonage in het boek is Hercule Poirot.

## Verhaal
Poirot neemt het vliegtuig van Parijs naar Croydon. Tijdens de reis sterft Giselle, een rijke Française financier die chantagetechnieken gebruikt om zeker te zijn dat haar klanten haar zullen terugbetalen. Initieel denkt men dat ze gestorven is aan een allergische reactie ten gevolge van een wespensteek. Poirot ziet echter al snel een gifpijltje op de grond liggen. Als het vliegtuig later wordt doorzocht, vindt de politie een blaaspijp.
In de bagage van tandarts Norman Gale wordt gif gevonden, maar hij was tijdens de vlucht in gesprek met Jane Grey en kwam zelfs niet in de buurt van Giselle. Andere verdachten zijn gravin van Horbury en haar kamenierster, zeker nadat blijkt dat deze laatste de verloren dochter van Giselle is: Anne Morisot. Anne sterft later tijdens een treinreis naar Boulogne-sur-Mer ten gevolge van vergiftiging.
Poirot achterhaalt dat Anne onlangs is getrouwd met Norman en dat deze laatste wellicht beide moorden heeft gepleegd. Na verder onderzoek komt Poirot tot de conclusie dat Gale tijdens de vlucht naar het toilet is gegaan. Daar verkleedde hij zich als steward en bracht Giselle een koffielepeltje waarbij hij haar stak met een gifdoorn. De blaaspijp is daardoor geen moordwapen, maar een red herring. Na haar dood zou Anne Morisot alles erven. Daarop vermoordde Gale zijn vrouw Anne zodat alles in zijn bezit zou komen.

## Verfilming
Het boek werd in 1992 verfilmd voor de serie Agatha Christie's Poirot met David Suchet in de rol van Poirot.